# Cima (botánica)
En botánica, la cima es un tipo de inflorescencia definida, en la que la flor terminal del eje es la primera en abrirse, mientras las demás se desarrollan lateralmente. En estas inflorescencias el eje principal termina en una flor, por lo que deja de crecer, pero algo más abajo del mismo se desarrollan yemas que también terminarán en sendas flores que dejan de crecer.

## Clasificación
- Según la disposición de las ramificaciones:[2]
  - Cima unípara o monocasio: el eje principal termina en una flor y desarrolla una sola ramificación florífera lateral; lo mismo en las ramas sucesivas.
    - Cima circinada o escorpioide: las ramas floríferas nacen siempre del mismo lado de la rama madre.
      - Drepanio: todas las ramas están todas en un mismo plano.
      - Cincino: las ramas laterales no están todas en un mismo plano.

    - Cima helicoidal o helicoide: los ejes laterales surgen alternativamente a uno y otro lado del eje madre.
      - Ripidio: las ramas laterales están todas en un mismo plano, detrás de sus ejes madre.
      - Botrix: las ramas laterales no se sitúan todas en un mismo plano.

  - Cima dicotómica o dicasio: bajo el ápice del eje principal, terminado en flor, se desarrollan dos ramas laterales floríferas.
    - Dicasios paucifloros: tienen pocas flores.
    - Dicasios multifloros: tienen muchas flores.

  - Cima trípara: del eje principal surgen ramas de a tres.
  - Cima multípara: del eje principal surgen más de tres ramas en cada punto de ramificación.

- Según el tipo de ramificación:[1]
  - Simples (el eje principal lleva flores).
  - Compuestas (el eje principal lleva inflorescencias secundarias).

## Imágenes

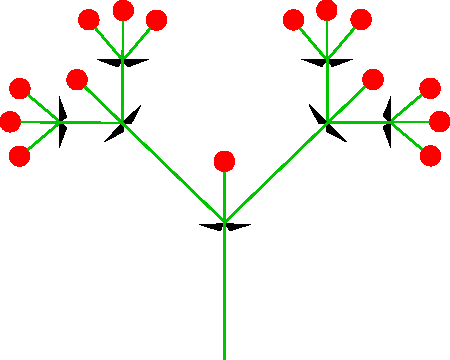
Esquema de una cima dicotómica.
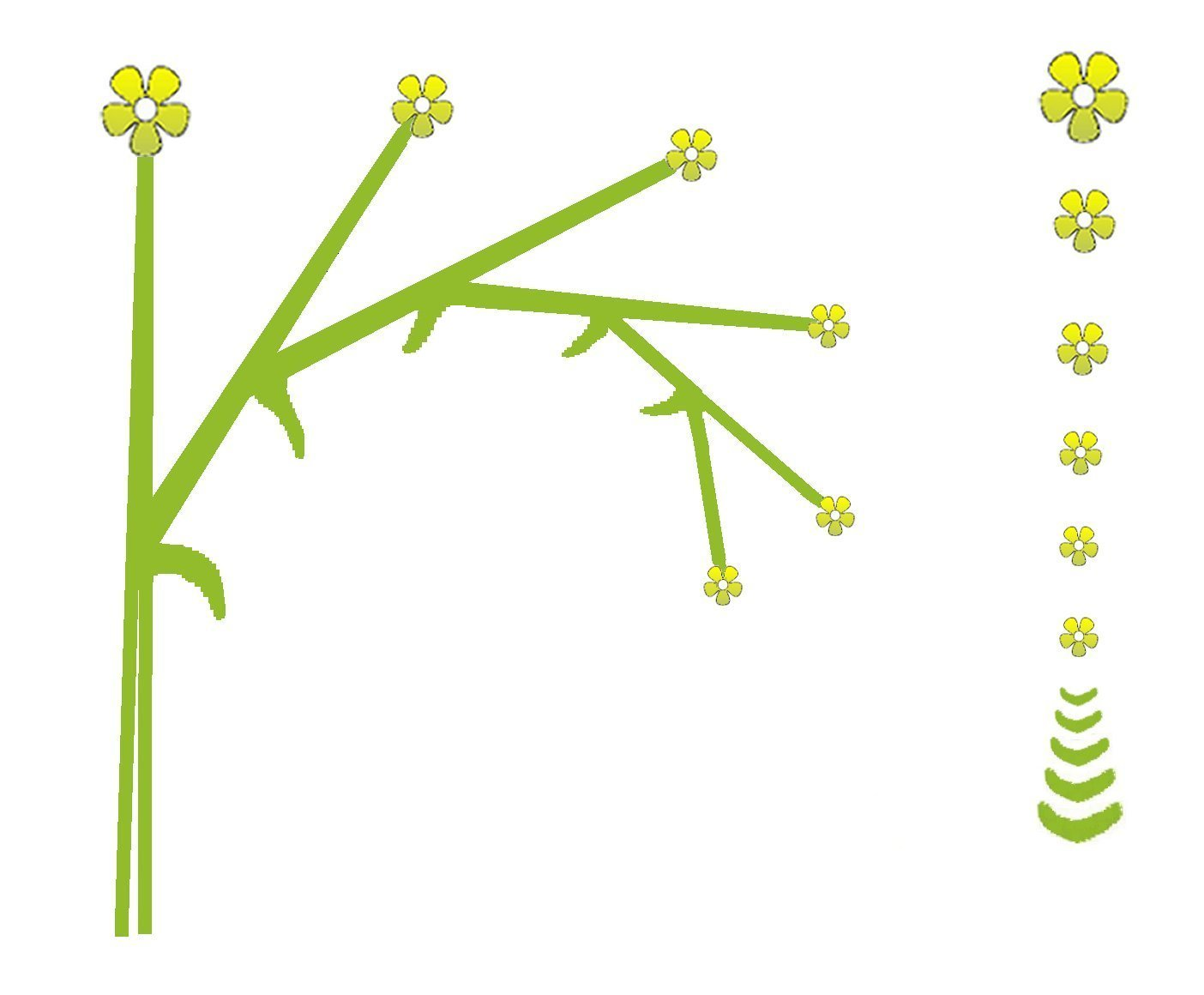
Esquema de una cima circinada o escorpioide.
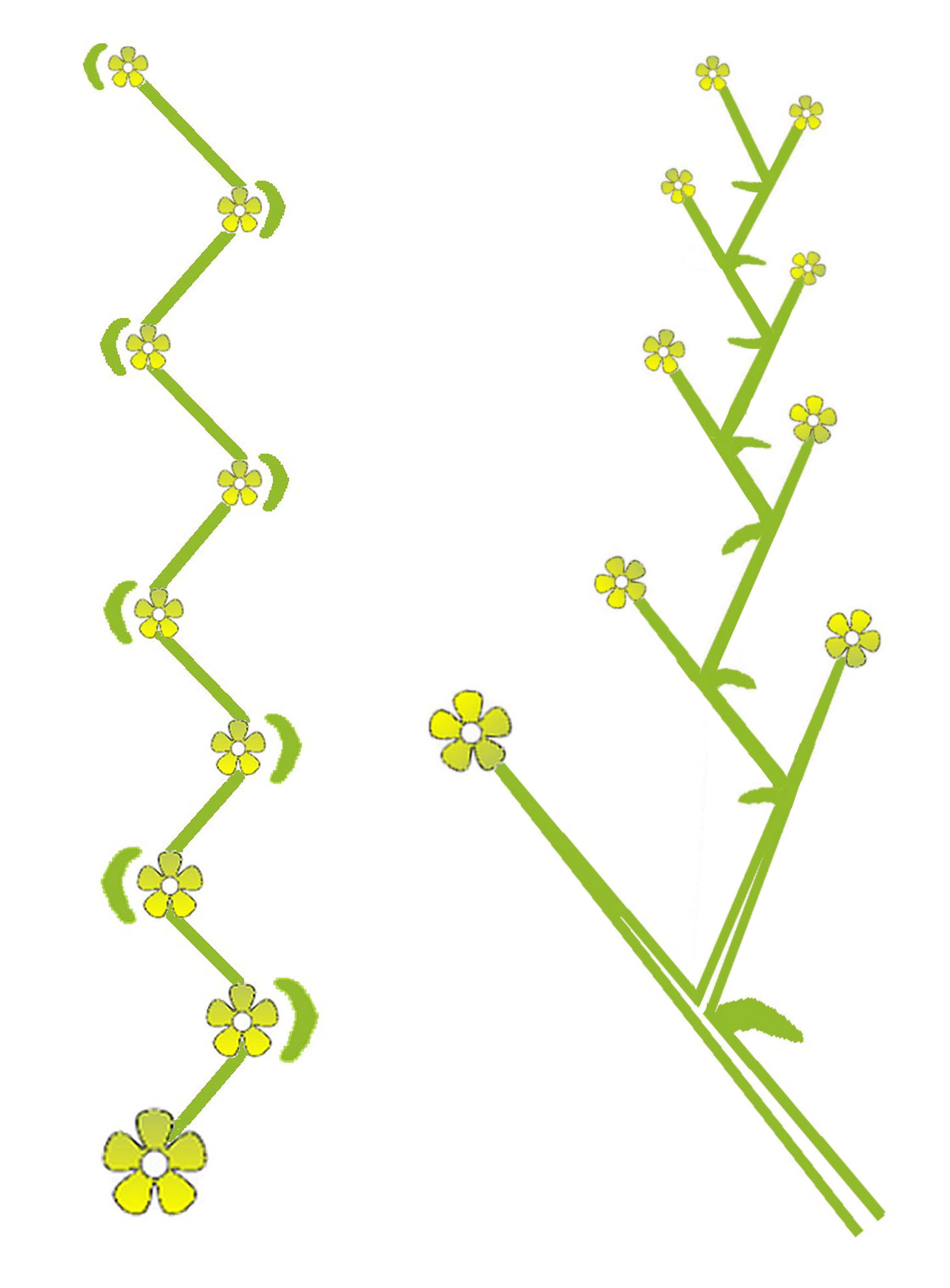
Esquema de una cima helicoidal (izquierda) y de una cima escorpioide o circinada (derecha).